# David Murdoch
David Murdoch (ur. 17 kwietnia 1978 w Dumfries) – praworęczny szkocki curler z Lockerbie, srebrny medalista olimpijski z Soczi 2014, brat Nancy i Neila.
Dwukrotnie zdobył tytuł mistrza świata juniorów – w 1995 jako rezerwowy w drużynie Toma Brewstera i w 1996 jako otwierający w drużynie Jamesa Dryburgha. W 2003, już jako skip reprezentacji Szkocji, wygrał Mistrzostwa Europy, pokonując w finale drużynę Pei Lindholma. W 2006 reprezentował Wielką Brytanię na Zimowych Igrzyskach Olimpijskich, gdzie w meczu o trzecie miejsce uległ drużynie Pete’a Fensona. Dwa miesiące później wywalczył z drużyną złoto na Mistrzostwach Świata w Lowell, pokonując w finale reprezentację Kanady (Jean-Michel Ménard).
Złoty medal mistrzostw świata Murdoch zdobył ponownie w 2009, gdzie Szkocja jako jedyna pokonała trzykrotnie Kanadyjczyków (Kevin Martin), w Round Robin 6:5, w górnym meczu playoff 7:5 i finale 8:6. Po sezonie 2009/2010, i występie na ZIO 2010 zakończonym na 6. miejscu, jego wieloletnia drużyna rozpadła się.
Później Murdoch próbował utworzyć młodą drużynę, z którą bez większych sukcesów uczestniczył w Mistrzostwach Europy 2011. W sezonie 2012/2013 dołączył do zespołu Toma Brewstera. W ME 2012 zagrywał kamienie jako trzeci, Szkoci uplasowali się na 7. miejscu. Podczas Mistrzostw Świata 2013 Murdoch objął funkcję skipa i wypuszczał ostatnie kamienie. Zespół zdobył brązowe medale pokonując w małym finale 7:6 Danię (Rasmus Stjerne). Tym samym wynikiem przeciwko tej samej duńskiej drużynie Szkoci wywalczyli brązowe medale Mistrzostw Europy 2013.
W 2014 Murdoch wystąpił po raz trzeci na igrzyskach olimpijskich. Brytyjczycy do rundy finałowej awansowali po pokonaniu Norwegów (Thomas Ulsrud) w meczu barażowym 6:5. Takim samym wynikiem zwyciężyli w półfinale nad Szwedami (Niklas Edin). Szkoci ostatecznie zdobyli tytuły wicemistrzów olimpijskich, w finale ulegli 3:9 Kanadyjczykom (Brad Jacobs). Jest to pierwszy brytyjski medal w curlingu mężczyzn od triumfu podczas ZIO 1924.

## Wielki Szlem
| Turniej                | 05/06 | 09/10 | 10/11 | 13/14 | 14/15 |
| ---------------------- | ----- | ----- | ----- | ----- | ----- |
| Canadian Open          | A     | A     | A     | A     |       |
| Masters of Curling     | A     | x     | x     | QF    | x     |
| The National           | x     | QF    | A     | A     | A     |
| Elite 10               | –     | –     | –     | –     |       |
| Players’ Championships | A     | A     | A     | x     |       |

| A  | = nie uczestniczył                         |
| x  | = nie zakwalifikował się do fazy finałowej |
| QF | = ćwierćfinał                              |
| SF | = półfinał                                 |
| F  | = finał                                    |
| W  | = zwycięstwo                               |

## Drużyna
|                   | Czwarty        | Trzeci                                                         | Drugi                                                          | Otwierający                                                    |
| ----------------- | -------------- | -------------------------------------------------------------- | -------------------------------------------------------------- | -------------------------------------------------------------- |
| 2014/2015         | David Murdoch  | Greg Drummond                                                  | Scott Andrews                                                  | Michael Goodfellow                                             |
| 2013/2014         | David Murdoch  | Tom Brewster, Scott Andrews, Michael Goodfellow, Greg Drummond | Tom Brewster, Scott Andrews, Michael Goodfellow, Greg Drummond | Tom Brewster, Scott Andrews, Michael Goodfellow, Greg Drummond |
| ME 2012 2012/2013 | Tom Brewster   | David Murdoch                                                  | Greg Drummond                                                  | Scott Andrews Michael Goodfellow                               |
| 2011/2012         | David Murdoch  | Glen Muirhead                                                  | Ross Paterson                                                  | Richard Woods                                                  |
| 2010/2011         | David Murdoch  | Warwick Smith                                                  | Glen Muirhead                                                  | Ross Hepburn                                                   |
| 2006/2010         | David Murdoch  | Ewan MacDonald                                                 | Peter Smith                                                    | Euan Byers                                                     |
| ZIO 2006          | David Murdoch  | Ewan MacDonald                                                 | Warwick Smith                                                  | Euan Byers                                                     |
| ME 2005           | David Murdoch  | Craig Wilson                                                   | Ewan MacDonald                                                 | Euan Byers                                                     |
| 2003/2005         | David Murdoch  | Craig Wilson                                                   | Neil Murdoch                                                   | Euan Byers                                                     |
| 1998/1999         | David Murdoch  | Duncan Fernie                                                  | Andrew Reid                                                    | Richard Woods                                                  |
| 1997/1998         | Garry MacKay   | David Murdoch                                                  | Sandy Reid                                                     | Richard Woods                                                  |
| 1995/1996         | James Dryburgh | Ross Barnet                                                    | Ronald Brewster                                                | David Murdoch                                                  |